# Seychelle-szigeteki szalangána
A seychelle-szigeteki szalangána (Aerodramus elaphrus) a madarak (Aves) osztályának sarlósfecske-alakúak (Apodiformes) rendjébe, ezen belül a  sarlósfecskefélék (Apodidae) családjába tartozó faj. 

## Rendszerezés
A fajt Harry C. Oberholser amerikai ornitológus írta le 1906-ban.
A régi rendszerbesorolások a Collocalia nembe sorolták Collocalia elaphra néven. 
Korábban a Mauritius és Réunion területén honos mauritiusi szalangána (Aerodramus francica vagy Aerodramus francicus) alfajaként sorolták be. E madártól kisebb testével és világosabb színével különbözik. A két faj mintegy 500.000 évvel ezelőtt különül el egymástól.

## Előfordulása
A Seychelle-szigetek területén honos. Költőkolóniái Mahé, Praslin és La Digue szigetén vannak, de korábban előfordult Félicité  szigetén is és kóborló egyedei olykor feltűnnek Aride szigetén is.
Természetes élőhelye a szubtrópusi és trópusi erdők és bozótosok meg barlangok. 

## Megjelenése
Testhossza 11 centiméter. Tollazata a teste felső részén szürkésbarna, a hasi oldala világosabb.

## Életmódja
Repülő rovarokkal táplálkozik.

## Szaporodása
Egész évben költhet. Kisebb kolóniákban költ barlangokban. Csésze alakú fészkét vékony növényi anyagból készíti. Fészekalja egyetlen fehér tojásból áll, melyet 25-30 nap alatt költ ki. A kikelő fiókát mindkét szülője eteti mielőtt három hónapos korában ki nem repül a fészekből.

## Természetvédelmi helyzete
Az elterjedési területe ugyan kicsi, egyedszáma viszont lassan növekvő tendenciát mutat. Egyedszáma nagyjából 2500 és 3000 egyed közöttire becsülik. A Természetvédelmi Világszövetség Vörös listáján sebezhető fajként szerepel.
Fő veszélyeztető tényezői a fészkelőhelyek viszonylagosan korlátozott volta mellett, az emberi zavarás (főleg költési időszakban), a rovarölő szerek miatti táplálékhiány, valamint az elvadult macskák és szigetekre betelepített gyöngybagoly miatt predációs hatások.